# Бешеный огурец
Бе́шеный огуре́ц (лат. Ecballium elaterium) — многолетнее или однолетнее травянистое растение, единственный вид монотипного рода Бешеный огурец (Ecballium) семейства Тыквенные (Cucurbitaceae). Растение известно благодаря своему свойству выбрасывать семена.
Ботаническое латинское название рода образовано от др.-греч. ἐκβάλλω — выбрасываю, по устройству плода, выбрасывающего семена. Также Бешеным огурцом в России часто ошибочно называют Эхиноцистис, неядовитое растение семейства Тыквенные (Cucurbitaceae).

## Распространение и экология

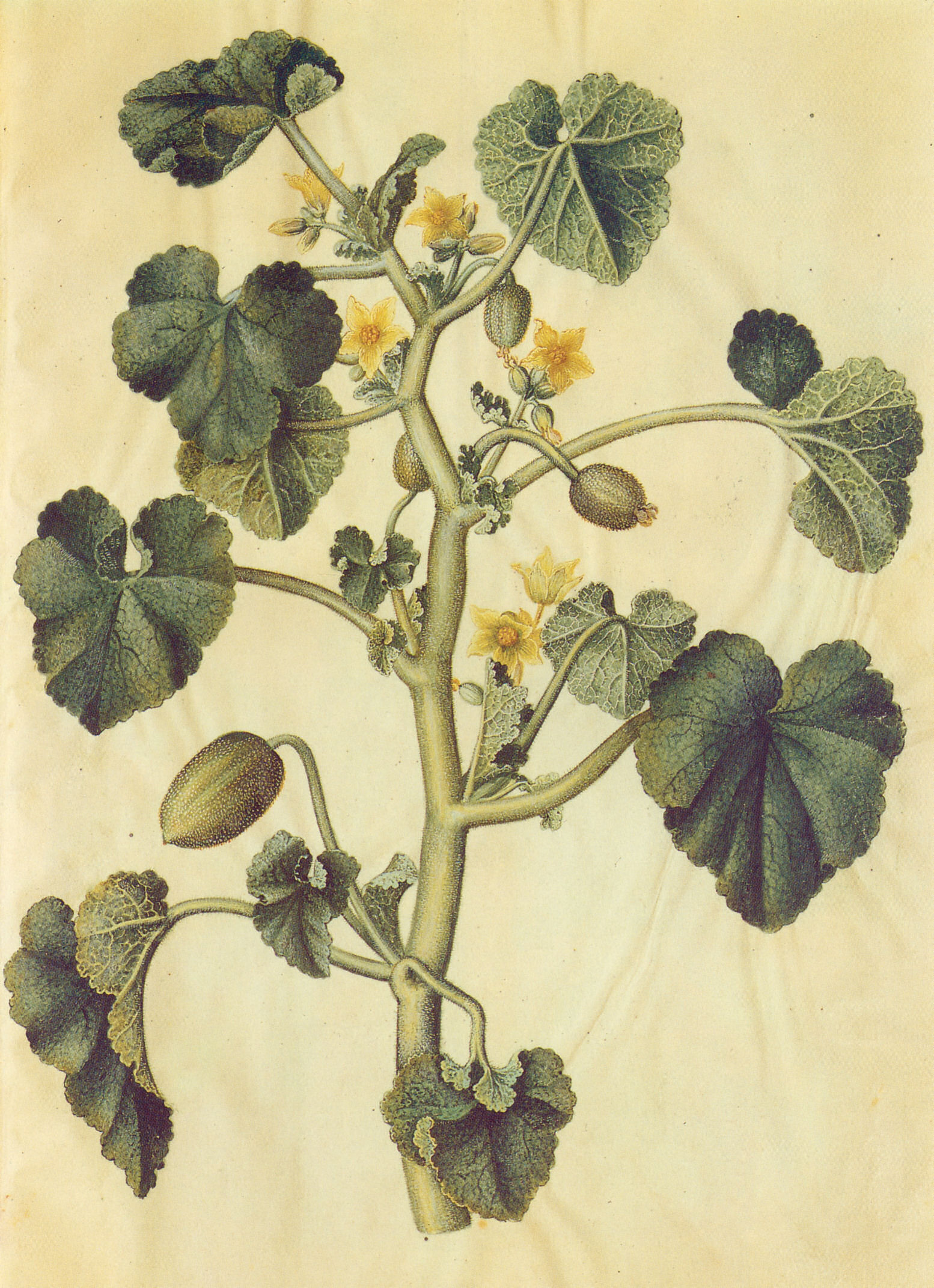
Ботаническая иллюстрация Ханса-Симона Хольцбеккера (Hans-Simon Holtzbecker) из «Готторпского кодекса» (Gottorfer Codex), 1649—1659

Распространён на Азорских островах, в Средиземноморье, в Малой Азии, на юге европейской части России, в Крыму, на Кавказе и в Средней Азии.
Произрастает по мусорным местам, залежам, у изгородей по обочинам дорог и на огородах, как сорное по берегу моря, реже на сухих глинистых склонах.

## Ботаническое описание
Стебель простёртый или восходящий, без усиков, длиной 50—150 см, с короткими, более-менее шероховатыми веточками. Корень утолщённый, стержневой, слабоветвистый, беловатый, мясистый.
Листья очерёдные, сердцевидно-яйцевидные или слегка лопастные, городчато-зубчатые, длиной 5—10 (до 20) см, шириной 4—8 (до 15) см, снизу серо-войлочные, морщинистые, жестко шероховатые, с утолщенными, выдающимися жилками. Черешки листьев мясистые, вальковатые, щетинисто-шероховатые, длиной 5—15 см.
Цветки однополые, однодомные, очень редко двудомные. Тычиночные цветки на длинных цветоносах в пазушных кистевидных соцветиях; цветоложе цветков коротко-колокольчатое; чашелистики в числе пяти, линейно-ланцетные; венчик бледно-жёлтый, широко-колокольчатый или почти колесовидный, глубоко пятираздельный; тычинок пять, из них четыре попарно сросшиеся, одна свободная. Пестичные цветки одиночные, на цветоносах, выходящих обычно из той же листовой пазухи, что и цветоносы тычиночных цветков, с тремя — пятью короткими язычковидными стаминодиями; околоцветник пестичных цветков сходен с таковым у тычиночных; завязь нижняя, продолговатая, щетинистая, с тремя плацентами; столбик короткий, с тремя двураздельными рыльцами. Цветёт в июле — сентябре.
Плоды сизо-зелёные или зелёные, сочные, продолговатые или продолговато-яйцевидные, длиной 4—6 см, шириной 1,5—2,5, колюче-щетинистые, на обоих концах тупые, многосемянные. Семена тёмно-коричневые удлинённые, мелкие, сжатые, гладкие, узко-окаймленные, длиной около 1 см. При созревании семян окружающая их ткань превращается в слизистую массу. При этом в плоде образуется большое давление, в результате чего плод отделяется от плодоножки, а семена вместе со слизью с силой выбрасываются наружу через образовавшееся отверстие. «Выстреливает» свои семена бешеный огурец на расстояние более 6 м. Вес 1000 семян 13—22 г. Плоды созревают в августе — сентябре.

## Растительное сырьё

### Заготовка
В качестве лекарственного сырья заготавливают надземную часть и корни растения.
Надземную часть заготавливают во время цветения, стебли разрезают на куски и сушат в солнечную погоду в тени. Сырьё считается готовым, если стебли при сгибании не гнутся, а ломаются. Корни собирают осенью, отряхивают от земли, промывают холодной водой, подвяливают на солнце или в помещении с хорошей вентиляцией и сушат в сушилке или протопленной печи.
Хранят в закрытой посуде 1 год.

### Химический состав
Растение содержит тритерпеноиды, каротиноиды, стероиды, алкалоиды, органические кислоты, азотсодержащие соединения, витамин C, высшие жирные кислоты и другие вещества. В плодах содержатся элатерин, элатерицин.

### Целебные свойства
Препараты растения оказывают слабительное, мочегонное, противомалярийное, антигельминтное, антибактериальное и противоопухолевое действие.

## Значение и применение
Средства из этого плода назначают внутрь при отёках, малярии, желтухе новорождённых, воспалительных заболеваниях печени и почек, аменорее, геморрое, злокачественных новообразованиях матки, поносе, подагре, ревматизме, ишиасе, невралгиях, при коликах в кишечнике, наружно при грибковом поражении кожи, трофических язвах, абсцессах, воспалении слизистой оболочки носа и гайморите.
Отвар плодов используют для лечения ревматизма, абсцессов, поносов, воспалительных заболеваний почек, при коликах в кишечнике, геморрое, воспалении слизистой оболочки носа.
В народной медицине и гомеопатии плоды применяют как сильное слабительное средство, при водянке и других застойных явлениях, желтухе новорождённых, перемежающейся лихорадке, ревматизме, ишиасе, невралгиях, подагре, аменорее, а также как противоглистное и мочегонное.

## Таксономия
Вид Бешеный огурец обыкновенный входит в монотипный род Бешеный огурец (Ecballium) трибы Benincaseae подсемейства Тыквенные (Cucurbitoideae) семейства Тыквенные (Cucurbitaceae) порядка Тыквоцветные (Cucurbitales).
|  |                                      |  |                                                              |                                                              |                     |  | ещё 6 семейств (согласно Системе APG III) | ещё 6 семейств (согласно Системе APG III)            |                                                      |  |  |  | ещё 6 триб (согласно Системе APG III)   | ещё 6 триб (согласно Системе APG III)     |                                                                    |  |  |  |  |
|  |                                      |  |                                                              |                                                              |                     |  | ещё 6 семейств (согласно Системе APG III) | ещё 6 семейств (согласно Системе APG III)            |                                                      |  |  |  | ещё 6 триб (согласно Системе APG III)   | ещё 6 триб (согласно Системе APG III)     | единственный вид Бешеный огурец обыкновенный (Ecballium elaterium) |  |  |  |  |
|  |                                      |  |                                                              | порядок Тыквоцветные                                         |                     |  |                                           |                                                      | подсемейство Тыквенные                               |  |  |  |                                         | монотипный род Бешеный огурец (Ecballium) |                                                                    |  |  |  |  |
|  |                                      |  |                                                              | порядок Тыквоцветные                                         |                     |  |                                           |                                                      | подсемейство Тыквенные                               |  |  |  |                                         | монотипный род Бешеный огурец (Ecballium) |                                                                    |  |  |  |  |
|  | отдел Цветковые, или Покрытосеменные |  |                                                              |                                                              | семейство Тыквенные |  |                                           |                                                      | триба Benincaseae                                    |  |  |  |                                         |                                           |                                                                    |  |  |  |  |
|  | отдел Цветковые, или Покрытосеменные |  |                                                              |                                                              |                     |  |                                           |                                                      |                                                      |  |  |  |                                         |                                           |                                                                    |  |  |  |  |
|  |                                      |  | ещё 44 порядка цветковых растений (согласно Системе APG III) | ещё 44 порядка цветковых растений (согласно Системе APG III) |                     |  |                                           | подсемейство Zanonioideae (согласно Системе APG III) | подсемейство Zanonioideae (согласно Системе APG III) |  |  |  | ещё 18 родов (согласно Системе APG III) | ещё 18 родов (согласно Системе APG III)   |                                                                    |  |  |  |  |
|  |                                      |  |                                                              | ещё 44 порядка цветковых растений (согласно Системе APG III) |                     |  |                                           |                                                      | подсемейство Zanonioideae (согласно Системе APG III) |  |  |  |                                         | ещё 18 родов (согласно Системе APG III)   |                                                                    |  |  |  |  |

### Представители
В рамках вида выделяют два подвида:
- Ecballium elaterium subsp. dioicum (Batt.) Costich
- Ecballium elaterium subsp. elaterium

### Синонимы
По данным The Plant List на 2013 год, в синонимику рода и вида входят:
- Bryonia elaterium (L.) E.H.L.Krause
- Cucumis agrestis Blackw. ex Rchb., nom. inval.
- Ecballium agreste Rchb., nom. illeg.
- Ecballium officinale T.Nees
- Ecballium officinarum Rich. ex M.Roem.
- Ecballium purgans Schrad.
- Elaterium cordifolium Moench
- Momordica elaterium L.